# Empoasca papayae
Empoasca papayae är en insektsart som beskrevs av Paul W. Oman 1937. Empoasca papayae ingår i släktet Empoasca och familjen dvärgstritar. Inga underarter finns listade i Catalogue of Life.